# 말피기관

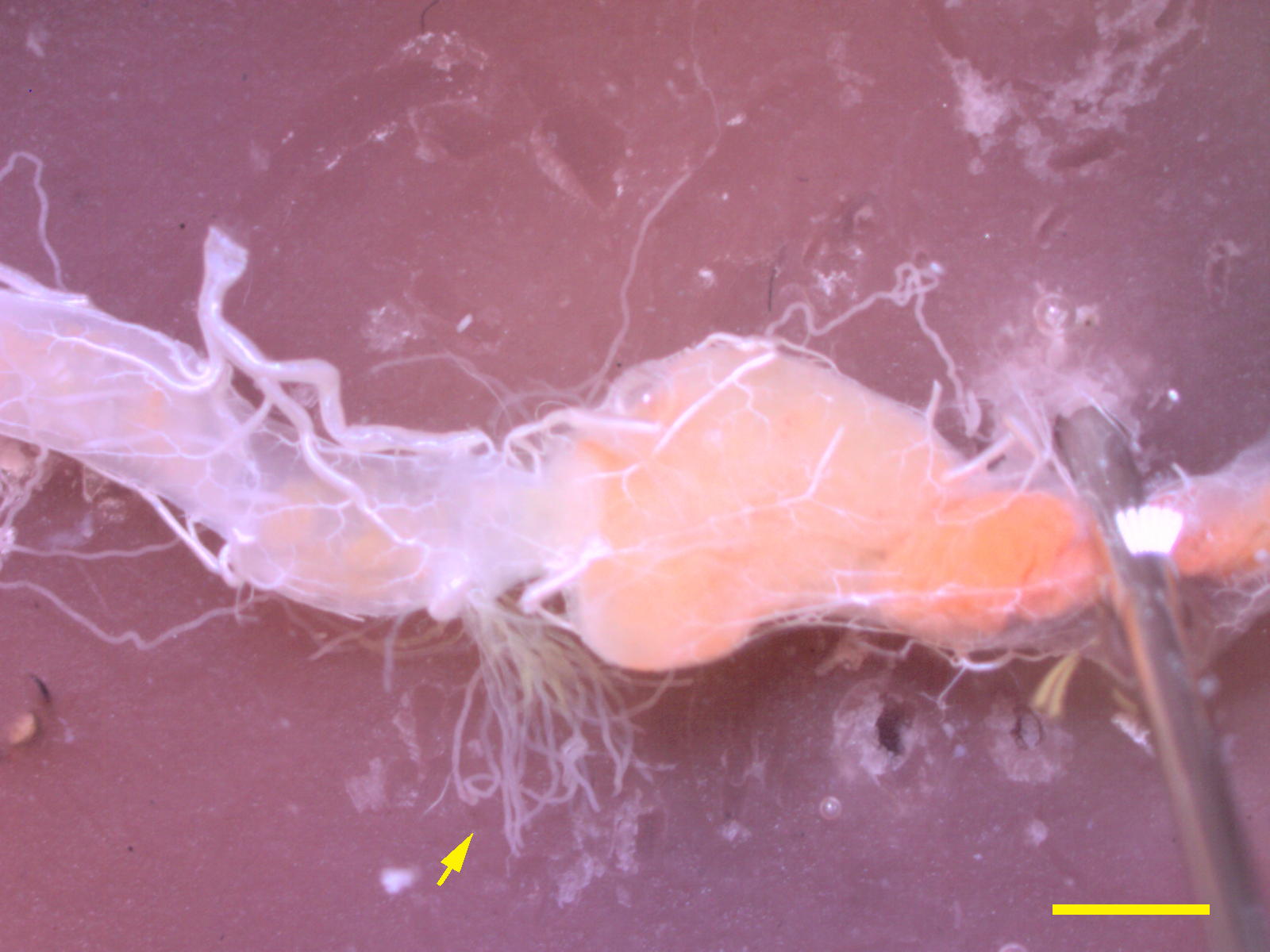

말피기관(Malpighi管)은 절지동물의 곤충류, 거미류, 다지류에서 볼 수 있는 특수한 배설 기관이다. 이것은 중장(小腸)과 후장(後陽)과의 경계부에 열린 다수의 기다란 실 모양의 관으로서, 이 세관의 끝은 체강 속으로 뻗어 있다. 이 관을 통하여, 체강액에서 주로 요산 등의 노폐물을 흡수하여 소화관(창자) 속으로 보내므로, 노폐물이 직접 체외로 배출되지 않는다.

## 참고 문헌
- 이 문서에는 다음커뮤니케이션(현 카카오)에서 GFDL 또는 CC-SA 라이선스로 배포한 글로벌 세계대백과사전의 내용을 기초로 작성된 글이 포함되어 있습니다.